# Distrikt Yurúa
Der Distrikt Yurúa liegt in der Provinz Atalaya in der Region Ucayali in Ost-Peru. Der Distrikt wurde am 2. Juli 1943 gegründet. Er hat eine Fläche von 9027 km². Beim Zensus 2017 lebten 2435 Einwohner im Distrikt. Im Jahr 1993 lag die Einwohnerzahl bei 643, im Jahr 2007 bei 1631. Die Distriktverwaltung befindet sich in der auf einer Höhe von 249 m gelegenen Ortschaft Breu mit 607 Einwohnern (Stand 2017). Breu liegt am Ufer des Río Yurúa etwa 170 km nordöstlich der Provinzhauptstadt Atalaya. Breu verfügt über einen Flugplatz. Das Gebiet wird von den indigenen Völkern der Asháninka und Yaminawá besiedelt.

## Geographische Lage
Der Distrikt Yurúa liegt im Nordosten der Provinz Atalaya. Er erstreckt sich über das obere Einzugsgebiet des Río Yurúa im Westen des Amazonasbeckens. Die Distriktgrenze verläuft im Westen, im Süden sowie im Osten entlang der Wasserscheide. Im Nordosten bildet der Flusslauf des Río Breu von seiner Quelle bis zur Mündung in den Río Yurúa die Grenze. Vom Mündungspunkt verläuft die Grenze parallel zu den Breitengraden nach Westen.
Der Distrikt Yurúa grenzt im Westen an die Distrikte Masisea, Iparía und Tahuanía (die ersten beiden in der Provinz Coronel Portillo), im Südwesten an den Distrikt Raimondi, im Südosten an den Distrikt Purús (Provinz Purús) sowie im Nordosten und im Norden an den brasilianischen Bundesstaat Acre mit den Gemeinden Feijó, Jordão und Marechal Thaumaturgo.